# Asabu (metropolitana di Sapporo)
Asabu (麻生駅?, Asabu-eki) (N01) è una stazione della metropolitana di Sapporo situata nel quartiere di Kita-ku, a Sapporo, Giappone, e attuale capolinea nord della linea Namboku. In futuro la stazione potrebbe diventare interscambio con la monorotaia di Ishikari, qualora venisse realizzata.

## Struttura
Si tratta della stazione terminale della linea Namboku, e pertanto è presente un tronchino di inversione al termine delle banchine in direzione nord. È presente un marciapiede a isola con due binari passanti al centro in sotterranea, protetti da porte di banchina a mezza altezza, e così utilizzati:
| 1 | Linea Namboku | per Sapporo, Ōdōri e Makomanai |
| 2 | Linea Namboku | per Sapporo, Ōdōri e Makomanai |

La stazione è la terza maggiormente utilizzata della rete cittadina, dopo Sapporo centrale e Ōdōri.

## Stazioni adiacenti
| «             | Servizio      | »               |
| Linea Namboku | Linea Namboku | Linea Namboku   |
| ------------- | ------------- | --------------- |
| Capolinea     | Locale        | Kita-Sanjūyo-Jō |